# Часовник
Часовник или сат је инструмент за мерење времена. (Обично, за мерење времена у интервалима мањим од дана – у супротном календар.) Сатови који се користе у техничке сврхе, или са изузетно великом прецизношћу се понекад називају хронометри. Сат у својој најчешћој модерној форми (у употреби од 14. века) показује сате (часове), минуте, а понекад и секунде у периоду од 12 или 24 сата.
Часовник је један од најстаријих људских изума, који задовољава потребу мерења интервала времена краћих од природних јединица: дана, лунарног месеца, и године. Уређаји који раде на бази више физичких процеса се већ миленијумима користе. Сунчани часовник показује време путем приказивања позиције сенке на равној површини. Постоји читав низ временских мерила, добро познати пример је пешчани часовник. Водени часовници, заједно са сунчаним часовницима су вероватно најстарији инструменти за мерење времена. До знатног напретка је дошло са изумом отпуштања крунског точка, чиме је омогућен настанак првих механичких часовника око 1300. године у Европи, који су мерили време помоћу осцилујућих мерача времена као што су балансни точкови. Опружни сатови су се појавили током 15 века. Током 15. и 16. века, занат прављења сатова је цветао. До следећег напретка у тачности је дошло након 1656. године са изумом сата са клатном. Главни подстицај побољшању тачности и поузданости сатова био је значај прецизног вођења времена при навигацији. Електрични сат је био патентиран 1840. године. Развој електронике у 20. веку довео је до часовника без механичких делова.
Елеменат за мерење времена у сваком савременом сату је хармонијски осцилатор, физички објекат (резонатор) који вибрира или осцилује на датој фреквенцији. Тај објекат може да буде клатно, звучна виљушка, кварцни кристал, или вибрације електрона у атомима при њиховом емитовању микроталаса. Аналогни сатови обично показују време користећи углове. Дигитални часовници приказују нумеричку репрезентацију времена. Обично се користе два дигитална формата приказа код дигиталних сатова: 24-часовна нотација и 12-часовна нотација. Већина дигиталних часовника користи електронске механизме и ЛЦД, ЛЕД, или ВФД дисплеје. Због практичности, даљински, телефонски, или сатови за слепе, су слушни сатови који приказују време као звукове. Исто тако постоје часовници за слепе који имају дисплеј који се може прочитати користећи осећај додира. Неки од њих су слични нормалним аналогним дисплејима, али су конструисани тако да се казаљке могу осетити без узроковања оштећења. Еволуција технологије сатова се наставља и данас. Студија мерења времена је позната као хорологија.

## Историја
Сат је један од најстаријих људских проналазака. У принципу, потребно је знати основне физичке процесе који се понављају с одређеном учесталошћу, и начин да се измери колико тај процес траје. Као што се годишња доба и фазе месеца могу искористити за мерење протка одређених дужих периода времена, тако се и краћи периоди могу користити за мерење сати и минута. Сунчани сат, који мери време дана помоћу смера сенке коју баца одређени предмет осветљен сунцем, био је добро познат у древним временима. Кандила и штапићи тамјана који горе предвидивом брзином такође су коришћени као сатови. Пешчани сатови мерили су време проласком ситног песка кроз узани отвор на стакленој посуди.
Историчар Витрувије извештава да су стари Египћани користили клепсидру, временски механизам који ради на воду. Историчари се не слажу о пореклу „Антикитера механизма“ (сатног механизма пронађеног крај грчког острва Антикитера, за који се верује да потиче из 87. п. н. е.) али се сматра да је то био рани механички сат. До 9. века п. н. е. механички сатови нису имали успињач. Постоји белешка да је 1176. у катедрали Сенс инсталиран „оролог“ (од грких речи hora, сат, и legein, говорити) – реч која се у Француској још употребљава за велике сатове. Ова реч навела је научнике да верују да ови сатови на кулама нису имали казаљке и бројчанике, већ су „говорили“ време звучним сигналима као што су звона.
Први прилично тачни часовници су сатови на торњевима из 13. века израђени за калуђере у Северној Италији (а можда су их они и направили). Коришћени су да објављују „канонске сате“ у интервалима између молитви. „Канонски сатови“ су се разликовали по дужини времена, и мењали су се с променама изласка и заласка сунца.
Сматра се да је први сат са звучним одбројавањем сати изумео Чанг Јеонг-Сил, главни инжењер Кореје, за време краља Џосеона. Назван је Chagyongru, што на корејском значи „сат с одбројавањем“.  
Најранији стони сатови који су преживели до данас су сатови из средине 16. века из металуршких градова Нирнберга и Аугзбурга. Ови сатови имали су само једну казаљку. Бројач сати је био подељен на четири једнака дела, тако да је сат могао да показује време од 15 минута.
Следећи значајан развој у прецизности јавио се 1657. с проналаском сата с клатном. Још раније је Галилеј имао идеју да искористи њишуће клатно за покретање сатног механизма. Кристијан Хајгенс се, међутим, обично сматра за проналазача. Он је направио математичку формулу односа дужине клатна и времена (99,38 cm или 39,13 инча за једну секунду времена) и дао да се први такав сат направи. Енглески сајџија Виљем Клемент је 1670. направио „успињач са сидром“, за разлику од Хајгенсовог „успињача са круном“. За непуну генерацију додате су и казаљке за минуте и секунде.
Узбуђење због сата с клатном привукло је пажњу дизајнера који су направили разне облике сатова. Направљено је кућиште за смештање сата с клатном. Енглески сајџија Виљем Клемент је измислио ово кућиште 1670. Отприлике у исто време кућишта су почела да се израђују од дрвета с лицем од стакленог емајла. Ели Тери је 17. новембра 1797. први патентирао сат. Он је познат као оснивач америчке индустрије сатова.
Развој електронике у 20. веку довео је до сатова без икаквог сатног механизма. Време на овим сатовима мерило се на разне начине, на пример помоћу кварцних кристала или распадањем радиоактивних елемената. Чак су и механички сатови напајани батеријама, чиме је навијање сата постало сувишно.

### Кварцни часовник
Пиезоелектрична својства кристалног кварца су открили Жак и Пјер Кири 1880. године. Први кристални осцилатор је изумео 1917. године Александер Николсон након чега је први кварцни кристални осцилатор изградио Валтер Г. Кади 1921. године. Године 1927. први кварцни часовник су направили Ворен Марисон и Џ. В. Хортон при Беловим телефонским лабораторијама у Канади. Наредне деценије осведочиле су развој кварцних часовника као уређаја за прецизно мерење времена у лабораторијским условима, са гломазном и деликатном електроником за пребројавање. Они су били направљени од вакуумских цеви, што је ограничавало њихову примену другде. Национални биро за стандарде (сад НИСТ) базирао је временски стандард Сједињених Држава на кварцним сатовима од краја 1929. године до 1960-их, кад се прешло на атомске часовнике. Године 1969, Сеико је произвео Први светски кварцни ручни сат, Астрон. Њихова инхерентна тачност и ниска цена производње довели су до накнадне пролиферације кварцних часовника и ручних сатова.

### Атомски часовник
Од 2010-их, атомски часовници су најпрецизнији постојећи часовници. Они су знатно прецизнији од кварцних часовника, пошто њихова прецизност иде до у неколико секунди у више хиљада година. Атомске часовнике је први теоретски размотрио Лорд Келвин 1879. године. Током 1930-их развој магнетне резонанце креирао је практичан метод да се направи такав часовник. Прототип амонијачног мазер уређаја је био изграђен 1949 у САД Националном бироу за стандарде (НБС, садашњем НИСТ). Мада је био мање тачан од постојећих кварцних сатова, он је омогућио доказивање концепта. Први прецизни атомски часовник, цезијумски стандард базиран на одређеним прелазима атома цезијум-133, израдио је Луј Есен 1955. године у Националној физичкој лабораторији у УК. Калибрација цезијумског стандардног атомског сата извршена је употребом астрономске временске скале ефемерног времена (ЕТ). Године 2013, најстабилнији атомски часовници су били итербијумски часовници, који су стабилни до у мање од два дела у 1 квинтилиону (2×10−18).

## Типови
Часовници се могу класификовати по начину на који показују време и по начину на који мере време.

### Подела часовника према начину показивања времена

#### Аналогни часовници
Аналогни сатови показују време као угао између две казаљке. Најчешће лице сата користи фикни бројчаник и покретне казаљке. Обично има кружну скалу од 12 сати, која служи и као скала од 60 минута, а често и као скала од 60 секунди. Први аналогни сат је сунчани сат, који непрестано прати сунце, региструјући време помоћу сенке гномона, индикатора.

#### Дигитални часовници
Дигитални сатови показују време као бројеве. На дигиталним сатовима користе се два формата нумеричких дисплеја:
- 24-часовна нотација са сатима од 00–23;
- 12-часовна нотација са AM/PM индикатором, са сатима приказаним као 12AM, иза којих следе 1AM–11AM, затим 12PM, иза којих следе 1PM–11PM (нотација која се најчешће користи у Сједињеним Државама).

Већина дигиталних сатова користи LCD или LED дисплеј; мада се користе и друге технологије приказивања: (катодне цеви, nixie tubes, итд.). После ресетовања, замене батерија или губитка енергије, дигитални сатови без могућности чувања података или поново почну да мере време од 00:00, или стају на 00:00, уз трептање бројева што је знак да време треба да се поново подеси.

#### Звучни часовници
Због потреба телефонирања или за слепе особе, постоје сатови који време показују звуком, или говорним језиком (нпр: „Сада је тачно дванаест сати и тридесет пет минута), или звучним сигналима (нпр. број удараца звона показује колико је сати у том тренутку).

#### Текстуални часовници
Текстуални сатови показују време визуелно у форми језика. На пример, на енглеском, 12:35 може се приказати као "Twelve thirty-five". Неке верзије ових сатова користе много приближније мерење, на пример, „Око дванаест и тридесет“

### Подела часовника према начину мерења времена
Највећи број сатова је саграђен око неке врсте осцилатора, који мења положај у бескрајном низу периодичних промена, које омогућавају трајну и стабилну референтну фреквенцију. Периоди овог осцилатора се броје и конвертују у одређено време на сату.
- Механички часовници користе клатно као осцилатор, који контролише ротацију низа зупчаника који мере време.
- Кристални часовници користе електронски кварцни кристални осцилатор и делитељ фреквенција или бројач. Већина кристалних сатова с батеријским напајањем користи осцилатор од 215 Hz = 32.768 kHz.
- Атомски сатови користе микроталасни осцилатор (maser) подешен изменама енергије елемената као што су цезијум, рубидијум или водоник. Они су најпрецизнији сатови. Атомски сатови на цезијуму се данас користе као званични мериоци јединица времена.
- Електрични часовници мере периоде од 50 или 60 херца наизменичне струје, чијом стабилном просечном фреквенцијом управљају посебне електране.
- Радио сатови периодично активирају уграђени радио-пријемник да би аутоматски подесили време према радио-сигналу. Радио-сигнал обично генерише атомски сат у радио-станици.
- Сунчани сатови користе привидну ротацију Сунца око Земље као своју референтну осцилацију.

## Намена
Часовника има у кућама и канцеларијама, мали се носе на руци; велики се налазе на јавним местима, нпр: на железничким станицама или црквама. Мали сатови се често налазе у углу рачунарских дисплеја или на мобилним телефонима.
Најважнија намена сата није увек да „показује“ време. Он се користи да „контролише“ или упозорава на одређене догађаје, нпр: алармни часовник (будилник), сат на видео уређајима или темпирана бомба.
Практично сви рачунари зависе од тачног временског сигнала да би се одвијали синхронизовани процеси. Неки рачунари такође показују време и датум и служе као аларми, покретачи одређених процедура и догађаја или једноставно показују време.

### Навигација
Прецизна навигација бродова зависи од способности мерења географске ширине и дужине. Географску ширину је релативно лако одредити помоћу небеске навигације, али мерење географске дужине захтева прецизно мерење времена. Ово је био један од главних разлога за развој прецизних механичких сатова. Први изузетно прецизан поморски хронометар направио је Џон Харисон средином 18. века. „Подневни топ“ у Кејптауну још увек пуцњем даје прецизан сигнал који омогућава бродовима да провере своје хронометре.

### Модерни сатови
Кварцни сатови су изумљени двадесетих година прошлог века.
Дигитални сат је конструисан 1956. године.

## Посебне врсте часовника
- Алармни сат (Будилник)
- Аналогни сат
- Аналогни сат с дигиталним дисплејем
- Астрономски сат
- Атомски сат
- Бинарни сат
- Дигитални сат
- Железнички хронометар
- Поморски хронометар
- Пешчани сат
- Радио сат
- Сат са одбројавањем
- Сат с кукавицом
- Шаховски сат
- Сат с клатном
- Кварцни сат
- Штоперица
- Сунчани сат
- Светски сат
- Ручни сат
- Водени сат
- Хронометар